# مات بيرد
مات بيرد (بالإنجليزية: Matt Beard)‏ هو لاعب كرة قدم ومدرب كرة قدم بريطاني، ولد في 9 يناير 1978 في Roehampton ‏ في المملكة المتحدة. لعب مع بوسطن بريكرز.

## روابط خارجية
- مات بيرد على موقع قاعدة بيانات كرة القدم.إي يو (الإنجليزية)
- مات بيرد على موقع Soccerway.com (الإنجليزية)
- مات بيرد على موقع عالم كرة القدم.نت (الإنجليزية)